# Saint-Hippolyte (Haut-Rhin)
Saint-Hippolyte település Franciaországban, Haut-Rhin megyében. Lakosainak száma 945 fő (2022. január 1.). Saint-Hippolyte Zellenberg, Ribeauvillé, Bergheim, Rorschwihr, Rodern, Thannenkirch, Lièpvre, Sainte-Croix-aux-Mines, Orschwiller, Sélestat és Guémar községekkel határos.

## Népesség
A település népessége az elmúlt években az alábbi módon változott:
| Lakosok száma | 1029 | 1005 | 1002 | 966  | 1004 | 993  | 980  | 962  | 945  |
|               | 2013 | 2015 | 2016 | 2017 | 2018 | 2019 | 2020 | 2021 | 2022 |